# أكاديمية أورسولين
أكاديمية أورسولين هي مدرسة ثانوية كاثوليكية مستقلة تحضيرية للكلية مدتها أربع سنوات في بلو آش، أوهايو، الولايات المتحدة. اعتبارًا من 2017، تسجل 658 طالبًا من جميع أنحاء سينسيناتي الكبرى في المدرسة، يمثلون 50 رمزًا بريديًا مختلفًا.

## خريجون بارزون
- مارغريت كلارك (1899) - ممثلة سينمائية صامتة [3]
- تيريزا ريبيك (1976) - كاتب مسرحي وروائي وكاتب سيناريو
- ايمي ياسبيك (1980) - ممثلة وأرملة الممثل جون ريتر
- ليندا فيستر (1983) - مذيعة أخبار سابقة في إن بي سي وفوكس نيوز
- شارون ويتلي (1985) - ممثلة وكاتبة برودواي
- إيرين فينيكس (1999) - أولمبياد 2000 - حاصلة على الميدالية الذهبية في السباحة سيدات